# Жданово (Осташковский район)
Жда́ново — деревня в Осташковском районе Тверской области. Центр Ждановского сельского поселения.
Находится в 27 километрах к востоку от города Осташков, на автодороге 28К-1785 «Торжок — Осташков», где от неё отходит дорога на Трестино и дальше на Фирово.

## История
В 1804 году на Петропавловском погосте близ деревни была построена каменная Троицкая церковь с 3 престолами, метрические и исповедальные книги с 1781 года. 
По данным 1859 года деревня Жданово имела 236 жителей при 32 дворах. Во второй половине XIX — начале XX века деревня относилась к Кукоревскому приходу (Петропавловский погост, в 2 км северо-западнее деревни) и была центром Ждановской волости Осташковского уезда Тверской губернии. В 1889 году 76 дворов, 454 жителя. По переписи 1920 года в Жданове, центре одноименного сельсовета и волости Осташковского уезда, 90 дворов, 559 жителей.
В 1931 году здесь был организован колхоз «Красная звезда». В колхозе велись лесозаготовки, добыча торфа, работали шорная и столярно-плотничья мастерские, кузница, амбулатория и фельдшерско-акушерский пункт.
В 1929—1935 годах Жданово центр сельсовета Осташковского района Западной области, с 1935 года в Калининской области.
Во время войны в результате бомбардировок амбулатория и фельдшерско-акушерский пункт были разрушены. В 1941 году при приближении линии фронта к Осташкову сюда перебралась вся районная власть. После войны до 1963 году здесь работала Ждановская участковая больница, реорганизованная позднее в фельдшерско-акушерский пункт. В 1968 году в деревне 219 человек в 98 хозяйствах. В деревне имелись сельсовет, магазин сельпо, центральная усадьба организованного в том же году совхоза «Путь к коммунизму». В 1980-е годы завершилась застройка центральной части: построены трехэтажные многоквартирные дома, превратившие его в поселок, а позднее — целая улица совхозных коттеджей. По переписи 1989 года в Жданове, центре одноименного сельсовета Осташковского района, 169 хозяйств, 459 жителей.
В 1992 г. совхоз «Путь к коммунизму» был реорганизован в коллективно-долевое сельскохозяйственное предприятие (КДСП) «Нива». В 1997 году — 156 хозяйств, 431 житель.

## Население
| 1859 | 1889 | 1919 | 1997 | 2002 | 2010 |
| ---- | ---- | ---- | ---- | ---- | ---- |
| 307  | ↗454 | ↗600 | ↘431 | ↘367 | ↘360 |

## Инфраструктура
- КДСП «Нива»
- МОУ «Ждановская основная общеобразовательная школа»[9] (открыта в 1986 году)
- Ждановский ФАП

## Достопримечательности
На Петропавловском погосте близ деревни расположена недействующая Церковь Троицы Живоначальной (1804).